# Xaver Affentranger
Xaver Affentranger (ur. 1 grudnia 1897, zm. ?) – szwajcarski narciarz klasyczny, brązowy medalista mistrzostw świata w kombinacji norweskiej.

## Kariera
Uczestniczył w zawodach w latach 20 XX wieku. Największy sukces swojej kariery osiągnął w 1925 roku na mistrzostwach świata w Jańskich Łaźniach. Zdobył tam brązowy medal, wyprzedzili go tylko dwaj reprezentanci Czechosłowacji: zwycięzca Otakar Německý oraz srebrny medalista Josef Adolf. Był pierwszym Szwajcarem, który zdobył medal w kombinacji na mistrzostwach świata.
W 1924 roku brał udział w I Zimowych Igrzyskach Olimpijskich odbywających się we francuskim Chamonix. Wystartował tam we wszystkich trzech konkurencjach klasycznych, zajmując 22. miejsce w biegu na 18 km techniką klasyczną, 24. miejsce w skokach, a w kombinacji był siedemnasty. Zarówno w kombinacji, jak i skokach wyniki Affentrangera były najsłabsze wśród reprezentantów Szwajcarii.

## Osiągnięcia w kombinacji norweskiej

### Igrzyska olimpijskie
| Miejsce | Dzień    | Rok  | Miejscowość | Konkurencja   | Wynik zwycięzcy | Strata     | Zwycięzca     |
| ------- | -------- | ---- | ----------- | ------------- | --------------- | ---------- | ------------- |
| 17.     | 4 lutego | 1924 | Chamonix    | Indywidualnie | 18,906 pkt      | -7,718 pkt | Thorleif Haug |

### Mistrzostwa świata
| Miejsce | Dzień     | Rok  | Miejscowość    | Konkurencja   | Wynik zwycięzcy | Strata     | Zwycięzca      |
| ------- | --------- | ---- | -------------- | ------------- | --------------- | ---------- | -------------- |
| 3.      | 12 lutego | 1925 | Jańskie Łaźnie | Indywidualnie | 35,816 pkt      | -4,413 pkt | Otakar Německý |

## Osiągnięcia w biegach narciarskich

### Igrzyska olimpijskie
| Miejsce | Dzień    | Rok  | Miejscowość | Konkurencja             | Wynik zwycięzcy | Strata   | Zwycięzca     |
| ------- | -------- | ---- | ----------- | ----------------------- | --------------- | -------- | ------------- |
| 22.     | 2 lutego | 1924 | Chamonix    | 18 km stylem klasycznym | 1:14:31,4       | +22:14,8 | Thorleif Haug |

## Osiągnięcia w skokach narciarskich

### Igrzyska olimpijskie
| Miejsce | Dzień    | Rok  | Miejscowość | Konkurencja   | Wynik zwycięzcy | Strata      | Zwycięzca          |
| ------- | -------- | ---- | ----------- | ------------- | --------------- | ----------- | ------------------ |
| 24.     | 4 lutego | 1924 | Chamonix    | Indywidualnie | 18,960 pkt      | -11,147 pkt | Jacob Tullin Thams |